# Лазская музыка
Лазская музыка — традиционная музыкальная культура лазов, коренного народа юго-восточного побережья Чёрного моря, населяющего в основном северо-восточные районы Турции (провинции Ризе и Артвин) и юго-запад Грузии (Аджария).

## Характерные особенности
Лазская музыка преимущественно вокальна. Песни часто исполняются без сопровождения, однако важную роль также играют традиционные инструменты, прежде всего тулум (волынка), кеменча (смычковый инструмент) и Кавал (продольная флейта). Лазское название волынки — гуда, в районах Хопа и Батуми также используется форма чипони. Кеменча называется чемане или чилили , кавал — пилили.
Среди других инструментов, особенно распространённых среди лазов Грузии, — саламури (двойная продольная флейта), доли (кавказский барабан), чонгури (струнный щипковый инструмент), аккордеон и в отдельных случаях — гитара.
Лексема кайде используется в качестве общего термина для обозначения музыки. Наряду с ней в Аджарии встречается и слово мусика, заимствованное из грузинского языка.
Лазские песни в основном посвящены темам любви, разлуки, тяжёлой доли, военной службы, смерти и коллективного труда. Часто мотивы разлуки связаны с трудовой миграцией лазских мужчин и с традиционным занятием рыболовством.

## Музыкальные жанры

### Лазские баллады (Lazuri dest’ani)
Один из самых распространённых жанров, исполняется как сольным пением, так и хором, с инструментальным или без инструментального сопровождения. Тематика: любовь, смерть, природа, служба в армии, изгнание. В некоторых районах Лазистана слово «песня» является синонимом «баллады».

### Соревновательные песни (Ok’obalu-Mek’a-Mok’a)
Импровизационные диалоги между двумя группами певцов (часто — мужчины против женщин), исполняемые в рамках праздников или вечерних собраний. Каждой группой руководит лидер, способный к поэтической импровизации. В песнях присутствует элемент состязания и сатиры. Продолжительность может достигать нескольких часов.

### Песни отдыха (Oşvacu k’aide)
Протяжные мелодии, исполняемые группами женщин во время отдыха на полевых работах. Не сопровождаются инструментами. Выражают внутренний мир и чувства исполнительниц.

### Плач (Bgara)
Женский траурный жанр. Исполняется в домах умерших в форме коллективного стенания. Темы: нереализованные мечты умершего, его жизненный путь, скорбь семьи и общины.

### Колыбельные (Nani)
Передаются устно из поколения в поколение. Формируют раннее музыкальное восприятие у детей.

### Трудовые песни (Helessa-Yalessa,Heyamoli)
Исполняются мужчинами во время коллективных тяжёлых работ, таких как перенос тяжестей или строительство. Помогают синхронизировать действия и задают ритм. 

### Танцевальные песни (Xoroni/ Хорон)
Музыкальное сопровождение традиционного лазского танца — хорон, исполняемого в кругу под аккомпанемент волынки и кеменчи. Танец организуется вокруг ведущего, который задаёт ритм ударами по земле пяткой или с помощью ударных предметов. Музыкальные фигуры и движения танцоров часто имитируют повседневные трудовые действия.